# Tanana-Kuskokwim-Niederung
Die Tanana-Kuskokwim-Niederung (englisch Tanana Kuskokwim Lowlands) ist eine Ökoregion in Zentralalaska.

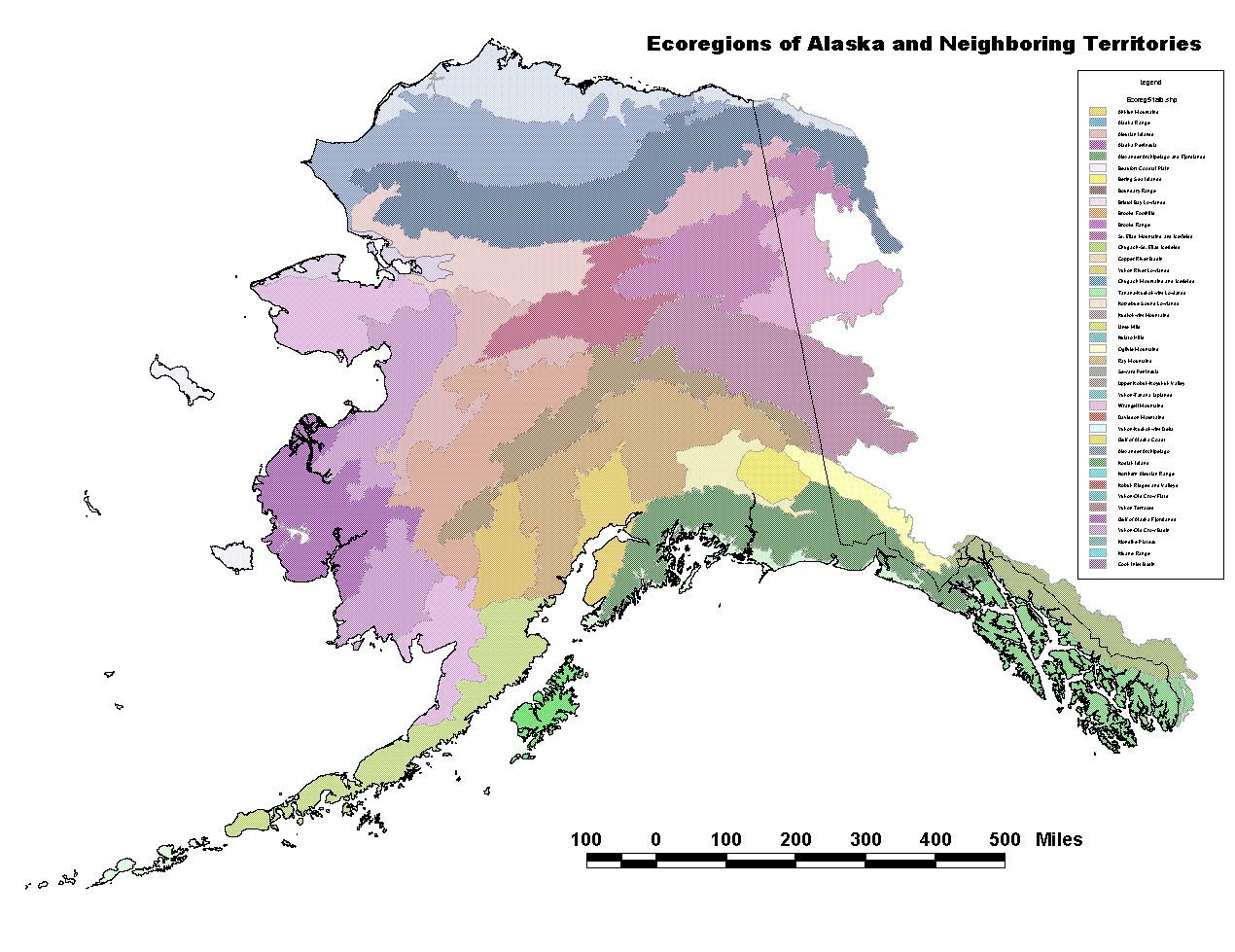
Lage der Ökoregion (dunkelbeige) zentral in Alaska

## Lage
Die Tanana-Kuskokwim-Niederung erstreckt sich längs der Nordflanke der Alaskakette und besitzt eine Länge von etwa 980 km sowie eine maximale Breite von etwa 90 km. Im Westen reicht sie bis zum Holitna River südlich von Sleetmute, im Osten bis kurz vor die kanadische Grenze. Das Gebiet ist in einen großen breiteren Mittelabschnitt sowie in einen kleineren westlichen und einen kleineren östlichen Abschnitt gegliedert. Der östliche Abschnitt wird auch als „Tanana Valley“ oder „Upper Tanana Valley“ bezeichnet. Der Kuskokwim River entwässert den Westen der Ökoregion, der Tanana River den Osten und zentralen Teil. Die Niederung wird von deren Zuflüssen, die in der Alaskakette entspringen, in Querrichtung durchflossen. Im Nordosten wird die Niederung von dem mittelgebirgsähnlichen Yukon-Tanana Upland begrenzt, im Norden von den Ray Mountains sowie im Nordwesten und im Westen von den Kuskokwim Mountains. Im äußersten westlichen Süden grenzt die Ökoregion an die so genannten Lime Hills, im äußersten östlichen Süden an die Kluane Range.

## Flora
Wärmere Frühjahrsperioden sowie verlängerte Trockenphasen im Spätsommer verursachen immer wieder größere Waldbrände in der Region. Dies begünstigt die Verdrängung der Schwarz-Fichte durch die Papier-Birke und die  Amerikanische Zitterpappel. Letztere ist jedoch in den letzten Jahren verstärkt von Baumkrebs betroffen.